# 细齿泡果冷水花
细齿泡果冷水花（学名：Pilea howelliana var. denticulata）为荨麻科冷水花属下的一个变种。

## 扩展阅读
- 維基物種上的相關：细齿泡果冷水花